# Valerija Barsova
Valerija Vladimirovna Barsova (nata Kalerija Vladimirovna Vladimirova; in russo Валерия Владимировна Барсова?; Astrachan', 1º giugno 1892 – Soči, 13 dicembre 1967) è stata un soprano sovietico.

## Biografia
Rimasta orfana di padre, crebbe con sua madre insieme alle sue sorelle e ai suoi fratelli. Si avvicinò alla musica giovanissima, ascoltando le canzoni popolari russe. La prima ad accorgersi del suo talento fu la sua sorella maggiore Marija Vladimirovna Vladimirova, che in seguito sarebbe diventata docente al Conservatorio di Mosca. Studiò pianoforte nella sua città con il compositore estone Artur Kapp, e nel 1917 proseguì gli studi al Conservatorio di Mosca insieme a sua sorella Marija sotto la guida di Umberto Masetti. Dopo aver completato gli studi nel 1919, entrò a far parte della compagnia del Teatro Bol'šoj di Mosca, dove si esibì come solista fino al 1948.
Tra gli anni '30 e '40 del Novecento fu una delle cantanti più popolari in Unione Sovietica. Soprannominata "l'usignolo sovietico", fu scelta da Stalin nella pubblicazione delle foto dei "magnifici sei" vincitori sulla Pravda (gli altri erano Dmitrij Dmitrievič Šostakovič, Sergej Michajlovič Ėjzenštejn, Aleksandr Gerasimov, Vera Ignat'evna Muchina e Michail Aleksandrovič Šolochov). La scelta non fu casuale: Barsova fu deputata del Soviet Supremo della RSFS Russa e rappresentava un nuovo tipo di artista operistico nella società comunista. Non fu raro vederla al fronte mentre cantava per i soldati sovietici durante la seconda guerra mondiale insieme ad altri artisti come Alla Tarassova, Nadežda Andreevna Obuchova ed Elena Gogoleba, e nel 1945 si esibì in una sessantina di spettacoli in giro per la Jugoslavia, Bulgaria e Romania assieme alla delegazione femminile della Commissione ebraica antifascista.
La sua voce cristallina era accompagnata da una buona tecnica ed espressività. Tra i suoi ruoli più celebri ricordiamo Gilda nel Rigoletto, Violetta ne La Traviata, Rosina ne Il barbiere di Siviglia, Leonora ne Il trovatore, Madama Butterfly nell'omonima opera, Musetta ne La bohème, nonché le protagoniste in Lakmé e Manon di Jules Massenet. Si esibì in Germania, Turchia, Regno Unito e Polonia, e dal 1950 al 1953 insegnò al Conservatorio di Mosca.